# Conand
Conand ist eine französische Gemeinde mit 136 Einwohnern (Stand: 1. Januar 2022) im Département Ain in der Region Auvergne-Rhône-Alpes. Sie gehört zum Kanton Ambérieu-en-Bugey im Arrondissement Belley. Die Einwohner werden Conandais genannt.

## Geographie
Conand liegt auf 360 m, 22 Kilometer nordwestlich von Belley und etwa 52 Kilometer ostnordöstlich der Stadt Lyon (Luftlinie). Die Gemeinde befindet sich in der Landschaft Bugey. Die Câline entspringt im Süden der Gemeinde Conand. Umgeben wird Conand von den Nachbargemeinden Saint-Rambert-en-Bugey im Norden, Arandas im Osten, Ordonnaz im Südosten, Bénonces im Süden, Souclin im Südwesten und Westen sowie Cleyzieu im Westen.

## Geschichte
Bis 1865 war Conand Teil der Nachbargemeinde Arandas.

## Bevölkerungsentwicklung
| Jahr                       | 1962 | 1968 | 1975 | 1982 | 1990 | 1999 | 2011 | 2020 |
| Einwohner                  | 119  | 90   | 70   | 91   | 56   | 69   | 113  | 135  |
| Quellen: Cassini und INSEE |      |      |      |      |      |      |      |      |

## Sehenswürdigkeiten
- Romanische Kirche Saint-Anthelme

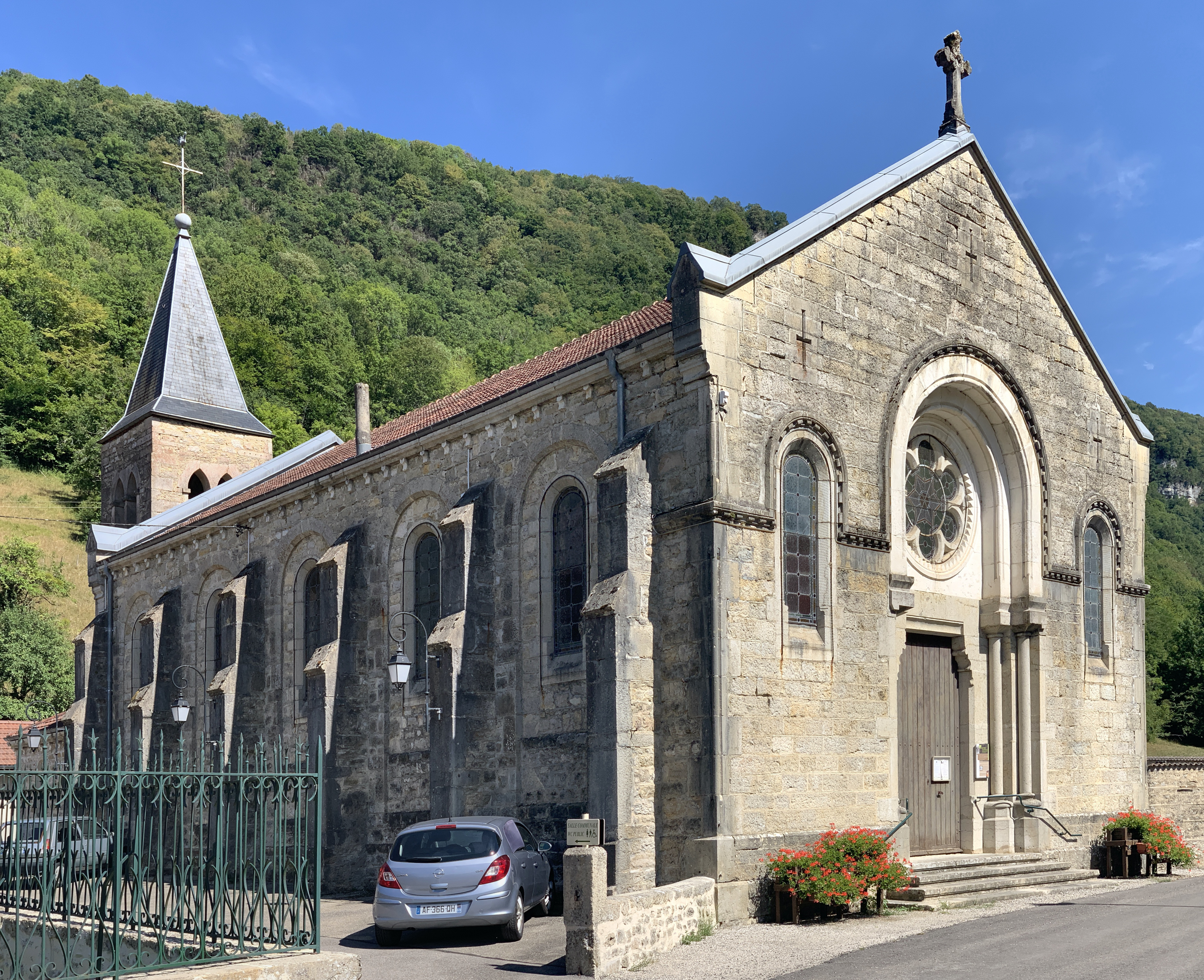
Kirche Saint-Anthelme
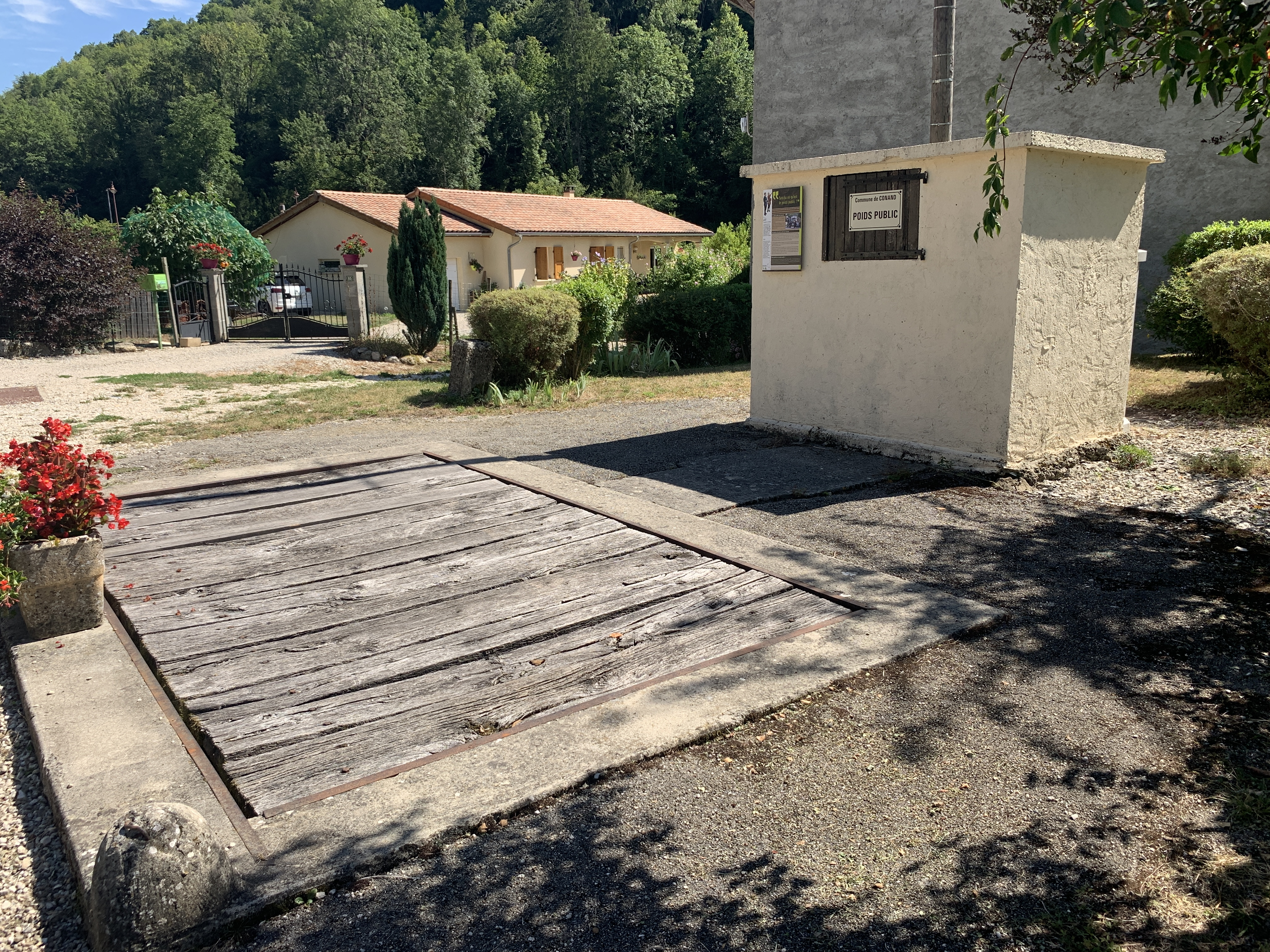
Ehemalige öffentliche Waage
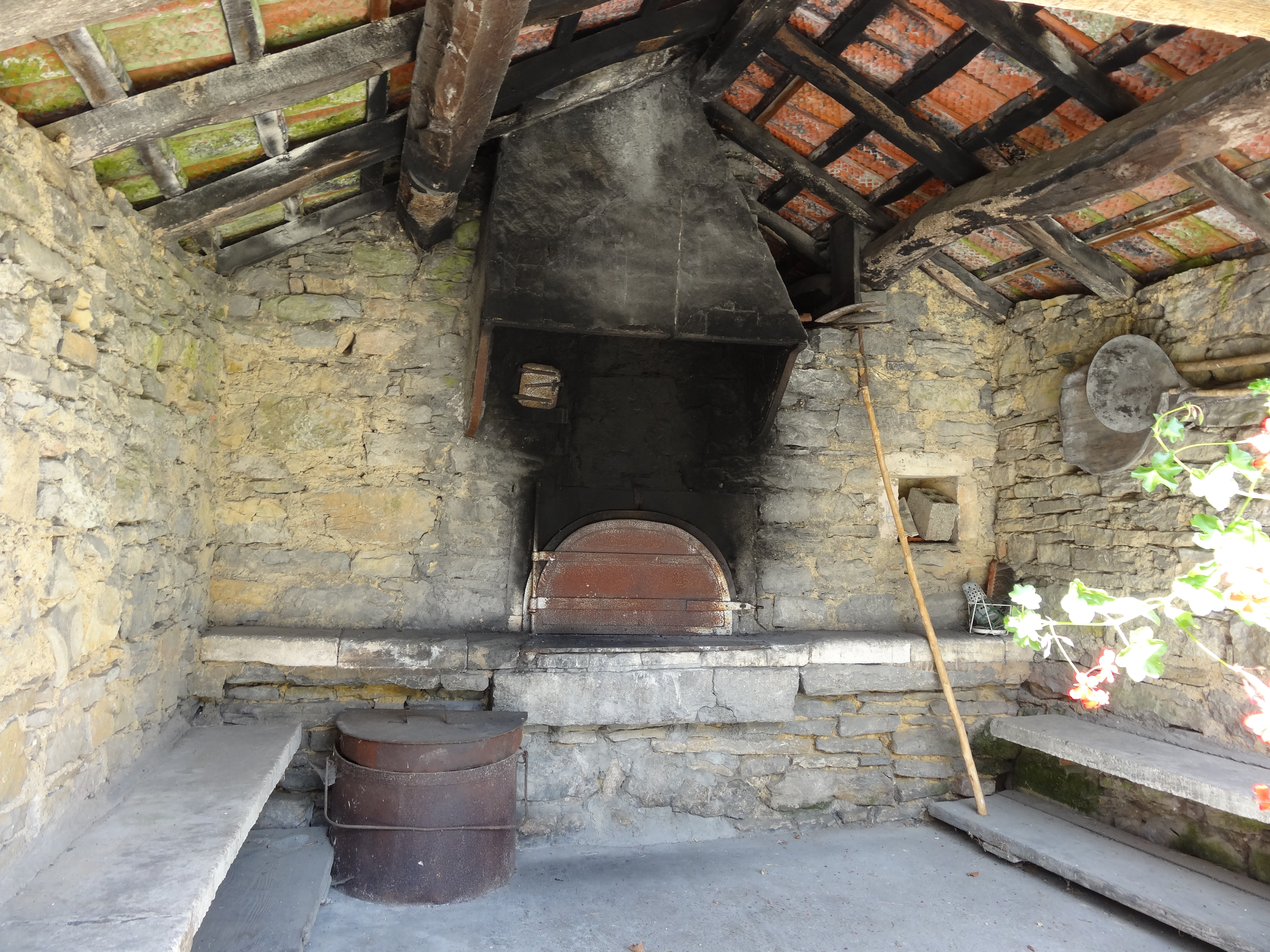
Öffentlicher Brotbackofen im Ortsteil Chariot
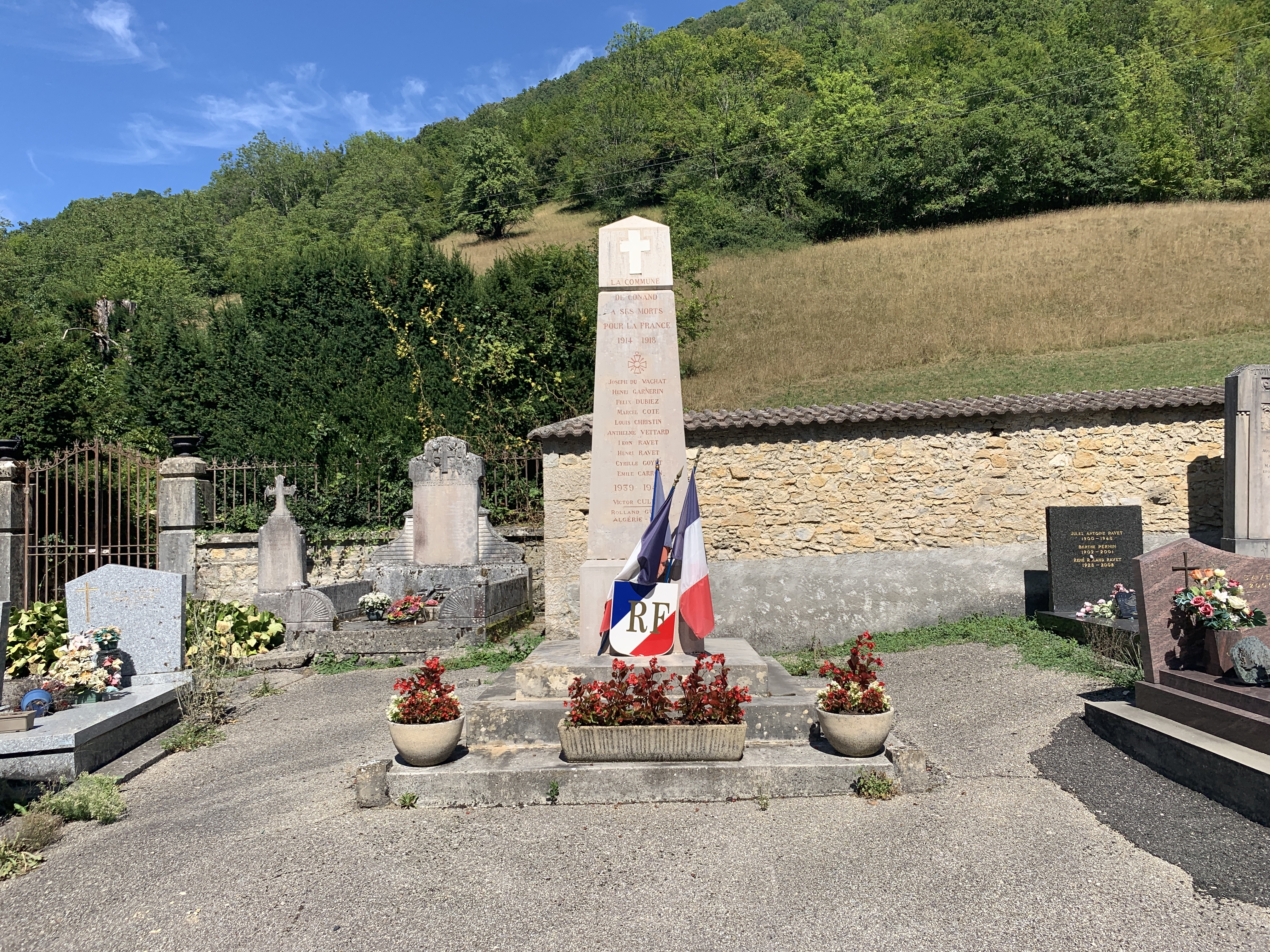
Gefallenendenkmal